# Landkreis Bautzen
Landkreis Bautzen (sorbiska Wokrjes Budyšin) är en Landkreis i Sachsen, Tyskland, med Bautzen som huvudort. Bilarna har BZ på nummerskyltarna. Här bor ungefär 330 000 människor. 
Landkreis Bautzen är medlem av det tysk-polsk-tjeckiska regionala samarbetsorganet Euroregion Neisse.

## Historia
Landkreis Bautzen tillkom 2008 när den gamla Landkreis Bautzen slogs samman med Landkreis Kamenz och den före detta kretsfria staden Hoyerswerda.

## Geografi
Till Landkreis Bautzen gränsar i norr förbundslandet Brandenburg, i öst Landkreis Görlitz, i syd Landkreis Sächsische Schweiz-Osterzgebirge samt i väst staden Dresden och Landkreis Meißen. I söder ligger även Tjeckien.
Den största floden i Landkreis Bautzen är Spree som rinner genom Bautzen. Andra floder är Löbauer Wasser, Kleine Spree, Schwarzwasser (svarta vattnet) och Wesenitz. 
Landkreis Bautzen består av följande kommuner 2020:

### Städer
| - Bautzen - Bernsdorf - Bischofswerda - Elstra | - Großröhrsdorf - Hoyerswerda - Kamenz - Königsbrück | - Lauta - Pulsnitz - Radeberg - Schirgiswalde-Kirschau | - Weißenberg - Wilthen - Wittichenau |

### Kommuner
| - Arnsdorf - Burkau - Crostwitz - Cunewalde - Demitz-Thumitz - Doberschau-Gaußig - Elsterheide - Frankenthal - Göda - Großdubrau - Großharthau | - Großnaundorf - Großpostwitz - Haselbachtal - Hochkirch - Königswartha - Kubschütz - Laußnitz - Lichtenberg - Lohsa - Malschwitz - Nebelschütz | - Neschwitz - Neukirch - Neukirch/Lausitz - Obergurig - Ohorn - Oßling - Ottendorf-Okrilla - Panschwitz-Kuckau - Puschwitz - Räckelwitz | - Radibor - Ralbitz-Rosenthal - Rammenau - Schmölln-Putzkau - Schwepnitz - Sohland an der Spree - Spreetal - Steina - Steinigtwolmsdorf - Wachau |